# 九江市同文中学
九江市同文中学是中华人民共和国江西九江的一所著名中学。

## 校訓
读好书、做好人（同文）；真实必胜虚浮（儒励）

## 沿革
1870年，美国美以美会（Methodist Episcopal Church Missionary Society；MEFB）传教士在城外土桥创办了一所埠阆小学。1881年，该会29岁的传教士兼哲学博士库思非（Carl F Kupfer，1852年－1925年）来到九江传教，他将埠阆小学迁至南门口甘棠湖畔，扩建为九江同文书院，自任校长。
1901年，美国传教士大卫·摩尔，于同文书院内掘得窖藏三大坛“开元通宝”铜钱，随即运往美国兑得巨款建造了“穆思堂”（今二中实验楼）。
1901年，同文书院设置了高等教育课程，为纪念德裔卫理宗领袖南伟烈 （页面存档备份，存于），同文书院更名为南伟烈大学（William Nast College，中文中也称同文大学）。1917年停办大学，集中精力专办九江南伟烈中学。1929年，原“南伟烈中学”更名为「九江同文中学」。 
1949年，同文中学和同为美以美会创办的儒励女中合并改为江西省立浔阳中学。1952年，又改名为九江市第二中学。2002年，恢复九江同文中学校名。现为江西省重点中学。

## 历任校长
库思非、夏弗尔、力宣德、裴敬思、张南伯、孙美壁
现任校长为胡德喜，现任中共驻校党总支书为李青（育有一子，名为柯达）。

## 著名學生
方志敏，饶漱石，杨叔子，李扬汉曾是该校学生。

## 外部連結
- 九江市同文中学官网（页面存档备份，存于）